# Justus Koch

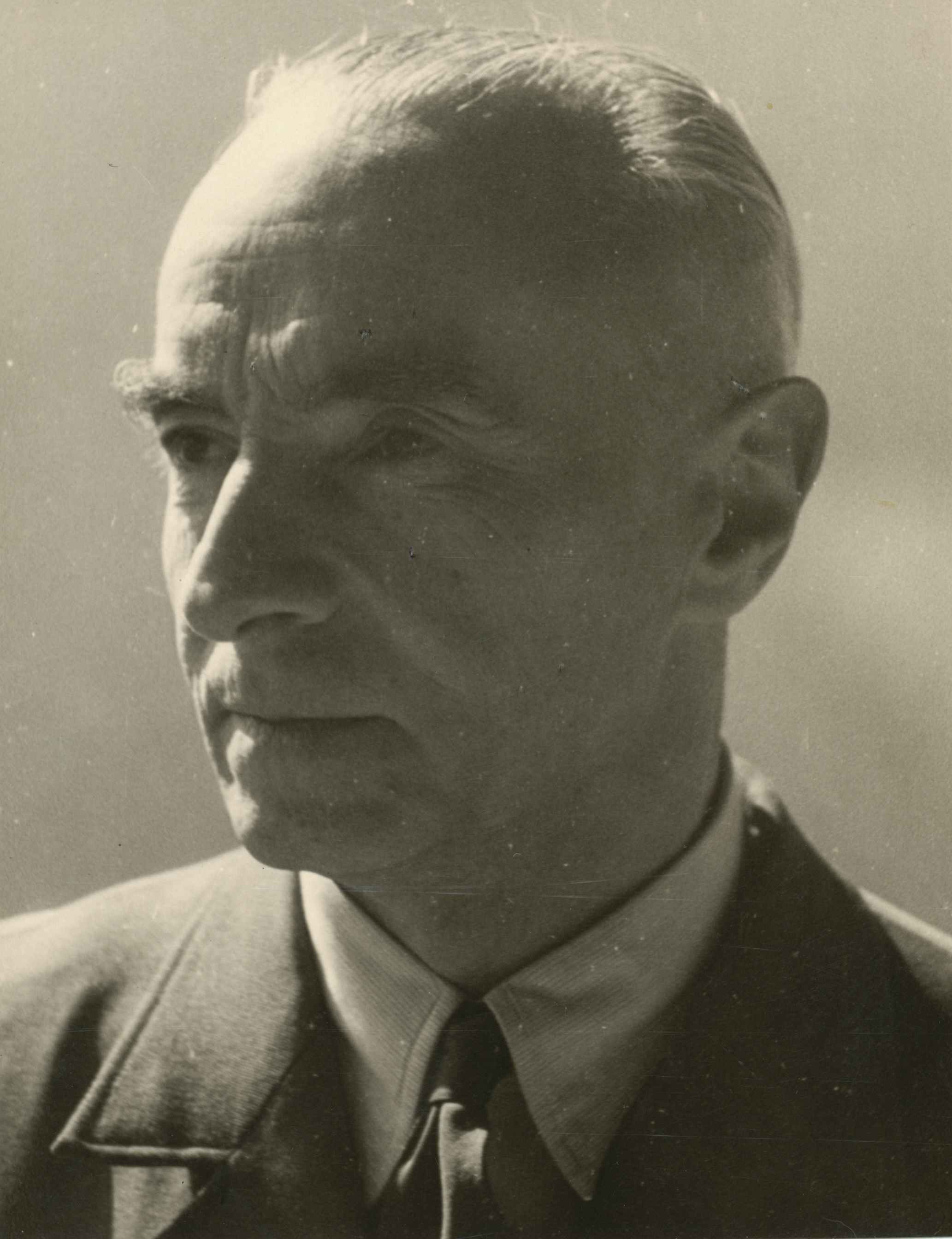
Justus Koch

Ernst Friedrich Adolf Justus Koch (* 5. November 1891 in Magdeburg; † 30. Mai 1962 in Düsseldorf) war ein deutscher Rechtsanwalt und Notar. Während der Weimarer Republik spezialisierte er sich auf Urheberrecht und wirkte zentral an der Gründung der deutschen Gesellschaft für die Verwertung musikalischer Urheberrechte (Stagma) mit. In der Zeit des Nationalsozialismus saß er unter anderem im Aufsichtsrat der Siebel Flugzeugwerke. Er nahm als Offizier am Zweiten Weltkrieg teil und kommandierte ab 1943 das „Sonderkommando Siebel“, das spätere „Sonderkommando Fähre“. Nach dem Krieg war er wieder als Rechtsanwalt tätig und verteidigte Paul Körner und Paul Pleiger im Wilhelmstraßen-Prozess.

## Leben
Koch nahm am Ersten Weltkrieg teil. Er war zunächst bei den Dragonern, wurde aber nach einem Sturz, bei dem er sich eine schwere Beinverletzung zugezogen hatte, zu den Fliegern versetzt. Er wurde als Kopilot und Beobachter in der Staffel eingesetzt, in der Wilhelm Freiherr Marschall von Bieberstein flog und machte während des Krieges auch die Bekanntschaft des Jagdfliegers Hermann Göring.
Nach dem Krieg studierte Koch Rechtswissenschaft, wurde 1923 promoviert und gründete 1924 eine Anwaltssozietät in Berlin. Als Anwalt für Urheberrecht in Berlin und beriet den Reichsverband bildender Künstler sowie die Genossenschaft deutscher Tonsetzer. Von 1924 bis 1931 gehörte er der DDP an. Zum 1. Mai 1933 trat er der NSDAP bei (Mitgliedsnummer 2.590.647). Er gehörte 1933 zu den Mitbegründern der Staatlich genehmigten Gesellschaft zur Verwertung musikalischer Aufführungsrechte (STAGMA), als deren Syndikus er von 1933 bis 1937 wirkte. Angeblich wurde er auf Geheiß des Reichspropagandaministeriums wegen seines Umgangs mit Juden entlassen. 
Koch war seit der Kindheit eng mit dem Bankkaufmann Erich Alenfeld befreundet, der aus einer jüdischen Bankiersfamilie stammte und unter den Nürnberger Gesetzen der nationalsozialistischen Herrschaft in einer sogenannten „privilegierten Mischehe“ lebte. Koch war Alenfelds Trauzeuge und Taufpate von dessen Sohn Justus gewesen. Alenfeld bezeugte in Kochs Spruchkammerverfahren 1946, dass Koch sich während der Verhaftungswelle nach dem Novemberpogrom 1938 bei der Polizei für ihn eingesetzt habe. Auch habe Koch 1941 durch Intervention bei Arbeitsminister Franz Seldte, der wie Koch und Alenfeld das Magdeburger Domgymnasium besucht hatte, erreicht, dass Alenfeld und seine Frau bis zum Kriegsende vom Arbeitsdienst freigestellt worden seien. Alenfeld zufolge hatte sich Koch der NSDAP 1933 angeschlossen, um das bürgerliche Element zu stärken, sei aber von den Ereignissen des sogenannten Röhm-Putsches desillusioniert worden. Alenfeld berichtet aber auch von antisemitischen Äußerungen Kochs, die durch Konkurrenzneid motiviert gewesen seien.
Koch saß in Aufsichtsräten verschiedener Firmen, darunter die Siebel Flugzeugwerke und der De Gruyter-Verlag. Ab 1939 gehörte Koch der Luftwaffe an. Er war zunächst stellvertretender Kommandeur, ab Oktober 1943 im Rang eines Oberstleutnants Kommandeur des „Sonderkommandos Siebel“, des späteren „Sonderkommandos Fähre“ unter Friedrich Wilhelm Siebel. Das Sonderkommando entwickelte Landungsfahrzeuge für die amphibische Kriegführung, die zunächst für das „Unternehmen Seelöwe“ bestimmt gewesen wären, darunter die Siebelfähre.
Irène Alenfeld berichtet in ihrer Familienbiographie Warum seid Ihr nicht ausgewandert? (2008), Koch sei kurz nach dem Attentat vom 20. Juli 1944 belauscht worden, wie er zu seinem Freund Friedrich Siebel gesagt habe: „Ja, muss man denn alles selber machen, damit es klappt.“ Dem drohenden Kriegsgerichtsverfahren  hätten sich die beiden entzogen, indem sie sich per Flugzeug in das bereits von den Briten besetzte Kreta abgesetzt hätten. Dort seien sie erst als vermeintliche Spione in einem Sondergefängnis inhaftiert worden und dann in ein Kriegsgefangenenlager nach Schleswig-Holstein verlegt worden, aus dem Koch im Winter 1946 entlassen wurde. Diese Darstellung wird durch andere biographische Quellen nicht bestätigt.
Im Jahr 1949 ließ sich Koch in Düsseldorf als Anwalt nieder. Er übernahm im Wilhelmstraßen-Prozess die Verteidigung der Angeklagten Paul Körner; Co-Verteidiger war Gerhard Rauschenbach; und Paul Pleiger. Als inoffizielle Assistenten beschäftigte er Friedrich Gramsch und Hans Rechenberg. Koch arbeitete auch mit Kurt Hesse als Zeugen zusammen und ließ sich von Carl Schmitt in der Frage des Angriffskriegs im Bezug auf die Aufrüstung Deutschlands juristisch beraten. Schmitt pflichtete Kochs Gestaltung des Tu-quoque-Arguments bei. Koch vertrat die Ansicht, der deutsche Überfall auf die Sowjetunion sei ein Präventivkrieg gewesen. Die deutsche Rüstung habe dem Schutz vor der Bedrohung durch die östlichen Nachbarn gedient. Im totalen Krieg gelte außerdem die Unterscheidung zwischen Kombattanten und Nicht-Kombatattanten der Haager Landkriegsordnung nicht mehr.
Koch vertrat Edda Göring in einem Rechtsstreit um ein Gemälde gegen die Stadt Köln.
Außerdem vertrat Koch Gustaf Gründgens im Zusammenhang mit der Veröffentlichung des Romans „Mephisto“ von Klaus Mann.
Koch gehörte dem Heidelberger Juristenkreis an, löste sich aber 1950 davon, weil ihm der Kreis zu pragmatisch erschien.

## Schriften
- Gedichte. Mit Bildern von Justus und Werner Koch. Appelhans, Braunschweig 1916.
- Die Rechtsgültigkeit der Vorzugsaktien mit mehrfachem Stimmrecht. s.n.], [S.l. 1923.